# Hávgaluoppal
Hávgaluoppal är en sjö i kommunen Enare i landskapet Lappland i Finland. Sjön ligger 238,5 meter över havet. Arean är 38 hektar och strandlinjen är 2,85 kilometer lång. Sjön  ingår i Neidenälvens huvudavrinningsområde.   Den ligger omkring 370 kilometer norr om Rovaniemi och omkring 1100 kilometer norr om Helsingfors. 